# Абрамов, Седрак Карапетович
Седрак Карапетович Абрамов (арм. Սեդրակ Կարապետի Աբրամով; 28 апреля 1900, с. Варташен, Нухинский уезд, Елизаветпольская губерния, Российская империя — ?) — советский хозяйственный, государственный и партийный деятель.

## Биография
Родился 28 апреля 1900 в селе Варташен Нухинского уезда Елизаветпольской губернии Российской империи (ныне — город Огуз Республики Азербайджан). Член РКП(б) с 1920.
В 1932 окончил Азербайджанский нефтяной институт.
С 1920 года — на хозяйственной, общественной и политической работе. В 1920—1952 гг. — в РККА, на советской, профсоюзной работе, инспектор Народного комиссариата просвещения Азербайджанской ССР, начальник Планово-финансового отдела Товарно-транспортного управления объединения «Азнефть», директор учебного комбината, нефтяного техникума, заместитель заведующего Отделом высшей школы и науки ЦК КП(б) Азербайджана, 2-й секретарь Бакинского городского комитета КП(б) Азербайджана, народный комиссар рыбной промышленности Азербайджанской ССР, заместитель секретаря ЦК КП(б) Азербайджана по лёгкой промышленности, заведующий Отделом торговли и общественного питания ЦК КП(б) Азербайджана, 1-й секретарь Областного комитета КП(б) Азербайджана Нагорно-Карабахской автономной области.
Избирался депутатом Верховного Совета СССР 3-го созыва.
Награждён орденом Трудового Красного Знамени (27.04.1940) — «в ознаменование 20-й годовщины освобождения Азербайджана от ига капитализма и установления там советской власти, за успехи в развитии нефтяной промышленности, за достижения в области подъёма сельского хозяйства и образцовое выполнение строительства Самур-Дивичинского канала».